# Onthophagus praecellens
Onthophagus praecellens är en skalbaggsart som beskrevs av Bates 1887. Onthophagus praecellens ingår i släktet Onthophagus och familjen bladhorningar. Inga underarter finns listade i Catalogue of Life.